# Conceju Nacionaliegu Cántabru
El Conceju Nacionaliegu Cántabru (CNC) és un partit polític nacionalista de Cantàbria. Sorgí arran del document aparegut el 1995 Conceju Nacionaliegu Cántabru, Una Propuesta que provoca la convocatòria d'un Congrés a Torrelavega el 1996. El maig 1997 es funda el partit amb el nom Conceju Cantabrista (CoC), de base assembleària i d'esquerra nacionalista càntabra, i amb seu central a Torrelavega. El 1998 s'organitza el Comité Nacional, es crea el portaveu del grup, Cambera Nacionaliega, i el partit adopta el nom actual, que és el definitiu.
El 1999 es presenta a les eleccions municipals, i obté 1.149 vots als municipis de Santander, Bárcena de Cicero i Bareyo. A les eleccions generals del 2000 aconsegueixen 2.103 vots. Des del 2001 convoca manifestacions el Dia de Cantàbria, però són prohibides per les autoritats. El 2002 és escollit Gonzalo Barredo Molinuevo candidat a les eleccions autonòmiques, i convoquen el seu III Congrés sota el lema Jiciendu Juturu. A les eleccions del 2003, malgrat això, només van obtenir 1.670 vots a les eleccions autonòmiques i 1.100 a les municipals Santander, Torrelavega, Camargo, Colindres, Medio Cudeyo, Comillas, Bárcena de Cicero i Alfoz de Lloredo endemés de les pedanies de Cicero, Hermosa i Zurita.

## Resultats electorals
| Any  | Eleccions                                   | Vots  | % de vots | Escons | Posició |
| ---- | ------------------------------------------- | ----- | --------- | ------ | ------- |
| 1999 | Eleccions al Parlament de Cantàbria de 1999 | 1.179 | 0,37%     | 0      | 7       |
| 2000 | Eleccions al Congrés dels Diputats de 2000  | 2.103 | 0,63%     | 0      | 4       |
| 2003 | Eleccions al Parlament de Cantàbria de 2003 | 1.670 | 0,48%     | 0      | 6       |
| 2004 | Eleccions al Congrés dels Diputats de 2004  | 1.431 | 0,39%     | 0      | 4.      |